# Lee megye (Florida)
Lee megye az Amerikai Egyesült Államokban, azon belül Florida államban található. Megyeszékhelye Fort Myers, legnagyobb városa Cape Coral. Lakosainak száma 760 822 fő (2020. április 1.). Lee megye Charlotte, Glades, Collier és Hendry megyékkel határos.

## Népesség
A megye népességének változása:
| Lakosok száma | 620 501 | 631 165 | 644 763 | 661 115 | 701 982 | 760 822 |
|               | 2010    | 2011    | 2012    | 2013    | 2015    | 2020    |